# Can Bonastre de Mas Pujó
Can Bonastre de Mas Pujó és una masia de Piera (Anoia) inclosa en l'Inventari del Patrimoni Arquitectònic de Catalunya.

## Descripció
La finca ha quedat reduïda a unes 82 ha., havent estat abans una de les més grans del terme, ja que les seves terres arribaven fins a Can Creixell i Can Bou.
La masia inclou una subdivisió caracteritzada per la seva planta rectangular dividida en tres cossos: el central, en el que hi conflueixen totes les dependències de la casa, i els laterals, un per cada vessant, en els que hom troba les distribucions corresponents a cada necessitat.
A l'interior de la nau central, són importants els escuts que sobre cada portal significaven el que hi havia després de la llinda, així doncs en el menjador hi figura una cullera i una forquilla tallada en la pedra mateix.
La masia era rodejada d'un gran baluard, aprofitant les edificacions laterals. Per això, actualment, per entrar en el pati interior cal travessar un correló que passa pel mig d'una nau que a la vegada serveix de celler.

## Història
La masia era habitada en el segle xvii per Josep Bonastre, pagès de Mas Pujó. Segons resa una biga amb la inscripció 1774, es creu que hi va haver una reforma, i posteriorment va ser ornamentada d'una forma extraordinària en diverses etapes, tal com ho demostren els escuts de la façana amb les dates de 1804 i de 1869.